# Miff Mole
Miff Mole, geboren als Irving Milfred Mole (Roosevelt, 11 maart 1898 - New York, 29 april 1961), was een Amerikaanse jazztrombonist en orkestleider.

## Biografie
Miff Mole was naast Kid Ory, Jack Teagarden en Jimmy Harrison een van de meest invloedrijke trombonisten van de vroege jazz. Hij begon met viool en piano, waarop hij de begeleidingsmuziek speelde van stomme films. Zijn eerste verbintenis was in het orkest van Gus Sharp, daarna speelde hij in de band van de komiek en orkestleider Jimmy Durante en met de Original Memphis Five tot ongeveer 1924. In het New York van de jaren 1920 nam hij daarna veel op met de trompettist Red Nichols (onder andere onder de bandnaam The Charleston Chasers) en met Miff Mole and his Little Molers, dat echter alleen het pseudoniem was van Red Nichols and his Five Pennies, wanneer ze opnamen voor Okeh Records.
Deels begeleidden ze de toentertijd populaire zangeres Sophie Tucker. De jaren 1920-stijl van Mole en Nichols werd toentertijd door veel critici als koele, stedelijke versie ten opzichte van de hot jazz geclassificeerd. Later kenmerkten jazzhistorici deze speelwijze als New York Style.
Vanaf 1927 was hij studiomuzikant bij onder andere Roger Wolfe Kahn en Sam Lanin en speelde hij nauwelijks nog jazz, maar behoorde hij tot de dansbands van Cass Hagan, Don Voorhees en Ross Gorman. Hij was echter van 1938 tot 1943 in de band van Paul Whiteman en in 1943 in die van Benny Goodman. Midden jaren 1940 speelde hij ook met Eddie Condon en nam hij op met zijn eigen band Miff Mole and his Nicksieland Band. Tijdens de jaren 1950 kreeg hij gezondheidsklachten en overleed hij volledig verarmd en vergeten.

## Overlijden
Miff Mole overleed in april 1961 op 63-jarige leeftijd.
- Bibliothèque nationale de France: cb13944209k (data)
- Gemeinsame Normdatei: 13539919X
- International Standard Name Identifier: 0000 0000 7366 233X
- Library of Congress Control Number: no91023109
- MusicBrainz: eaaa247e-cb27-42fd-b53b-589620cf91f4
- Nationale Bibliotheek van Tsjechië: ola2002158366
- Nederlandse Thesaurus van Auteursnamen: 099869896
- Istituto Centrale per il Catalogo Unico: LO1V263836
- SNAC: w66t50wh
- Système universitaire de documentation: 156479001
- Virtual International Authority File: 56801234
- WorldCat: E39PBJmpgxfmxBqtvWqXC8G8md